# Microstylum radamae
Microstylum radamae är en tvåvingeart som beskrevs av Karsch 1884. Microstylum radamae ingår i släktet Microstylum och familjen rovflugor.
Artens utbredningsområde är Madagaskar. Inga underarter finns listade i Catalogue of Life.